# Franz Hums
Franz Hums (* 8. September 1937 in Sommerein, Niederösterreich; † 1. März 2015 in Mitterndorf an der Fischa, Niederösterreich) war ein österreichischer Politiker (SPÖ).

## Leben
Nach der Matura arbeitete Franz Hums ab 1955 als Fahrdienstleiter der Österreichischen Bundesbahnen (ÖBB) und absolvierte 1961/62 die Sozialakademie der Kammer für Arbeiter und Angestellte in Mödling. Von 1962 bis 1975 war er außerdem mit Unterbrechungen als Personalvertreter und Gewerkschaftsfunktionär tätig. 1966 wurde er Mitarbeiter der Verkaufsdirektion der ÖBB.
Ab 1976 gehörte Hums dem Zentralausschuss der Bediensteten der ÖBB an. Von 1986 bis 1989 war er zunächst stellvertretender Vorsitzender der Gewerkschaft der Eisenbahner und anschließend bis 1997 Vorsitzender dieser Gewerkschaft sowie bis 1995 Vorsitzender des Zentralausschusses der ÖBB-Bediensteten. Von 1984 bis 1990 war er außerdem Obmann der Versicherungsanstalt der österreichischen Eisenbahnen. 1989/90 amtierte er als Vizepräsident des Verwaltungsrates der ÖBB und Mitglied des Aufsichtsrates der Eisenbahn-Hochleistungsstrecken AG.
Nachdem Hums bereits von 1982 bis 1985 dem Gemeinderat von Mitterndorf an der Fischa angehört hatte, wurde er im November 1990 für die SPÖ als Abgeordneter zum Nationalrat gewählt. Er war bis 1994, im Jahr 1996 und von 1997 bis 1999 Abgeordneter. Von April 1995 bis Januar 1997 bekleidete er das Amt des Bundesministers für Arbeit und Soziales unter Bundeskanzler Franz Vranitzky. In Hums' Amtszeit fällt der Beginn der Flexibilisierung der Arbeitszeiten und die Einführung der Krankenscheingebühr. Auch Einschnitte bei Frühpensionen und Pflegegeld musste er verantworten.

## Auszeichnungen
- 1999: Großes Goldenes Ehrenzeichen mit dem Stern für Verdienste um die Republik Österreich[2]